# Identitet Sophie Germain
Identitet Sophie Germain je jednakost u elementarnoj algebri kojega je koristila poznata francuska matematičarka Sophie Germain u svojim istraživanjima Posljednjeg Fermatovog teorema.
Identitet glasi:
{\displaystyle a^{4}+4b^{4}=((a+b)^{2}+b^{2})((a-b)^{2}+b^{2}).}
Zanimljivo je da se ovaj identitet danas često koristi pri rješavanju matematičkih zadataka olimpijskog tipa iz područa elementarne algebre.

## Izvod
Izraz {\displaystyle a^{4}+4b^{4}} je jednak {\displaystyle (a^{2})^{2}+(2b^{2})^{2}+4a^{2}b^{2}-4a^{2}b^{2}}. 
Sada slijedi {\displaystyle a^{4}+4b^{4}=(a^{2}+2b^{2})^{2}-(2ab)^{2}}, odnosno {\displaystyle a^{4}+4b^{4}=(a^{2}+2b^{2}+2ab)(a^{2}+2b^{2}-2ab)} što konačno daje {\displaystyle ((a+b)^{2}+b^{2})((a-b)^{2}+b^{2})}.